# Diocesi di Titiasso
La diocesi di Titiasso (in latino: Dioecesis Tityassensis) è una sede soppressa del patriarcato di Costantinopoli e una sede titolare della Chiesa cattolica.

## Storia
Titiasso, identificabile Evrimkale nell'odierna Turchia, è un'antica sede episcopale della provincia romana della Pisidia nella diocesi civile di Asia. Faceva parte del patriarcato di Costantinopoli ed era suffraganea dell'arcidiocesi di Antiochia.
La diocesi è documentata nelle Notitiae Episcopatuum del patriarcato di Costantinopoli dal IX secolo fino al termine del XII secolo.
Sono due i vescovi noti di questa antica diocesi: Stefano, che figura tra i vescovi che presero parte al concilio in Trullo nel 692; e Pietro, che partecipò al secondo concilio di Nicea nel 787. Tra i vescovi che presero parte al concilio di Costantinopoli dell'879-880 che riabilitò il patriarca Fozio, figura anche Euschemone episkopos Tityos; nessuna sede episcopale è conosciuta con questo nome; potrebbe trattarsi di Titiasso oppure di Tiziopoli.
Titiasso è annoverata tra le sedi vescovili titolari della Chiesa cattolica; il titolo finora non è stato assegnato.

## Cronotassi dei vescovi greci
- Stefano † (menzionato nel 692)
- Pietro † (menzionato nel 787)
- Euschemone ? † (menzionato nell'879)